# 嘉義市立嘉義國民中學

嘉義市立嘉義國民中學(英語校名：Chiayi Municipal Chiayi Public Junior High School，縮寫CYJH)，簡稱嘉義國中，舊稱縣嘉中，位於嘉義市東區圓福街86號。

## 校史
- 1933年4月1日，由於嘉義尋常高等小學校(今民族國小)女子補習科廢除，在小學校校區成立嘉義女子技藝講習所。
- 1934年4月1日，更名為臺灣總督府嘉義女子技藝學校。
- 1937年2月1日，更名為臺灣總督府嘉義家政女子學校。
- 1939年10月，由嘉義尋常高等小學校(今民族國小)校區遷往山仔頂新校區新校舍(今嘉義國中)。
- 1944年4月1日，更名為嘉義市立商業實踐女子學校。
- 1946年3月15日，中華民國接管臺灣後，改制為嘉義市立女子家政學校。
- 1946年8月17日，改制為嘉義市立初級中學。
- 1949年8月1日，改名為嘉義市立初級女子中學。
- 1950年8月1日，復名為嘉義市立初級中學。
- 1950年10月25日，嘉義市降格為縣轄市，改隸為嘉義縣立初級中學。
- 1956年8月1日，增設高中部，改制為嘉義縣立嘉義中學。
- 1968年8月1日，九年國民教育政策，裁撤高中部，縣嘉中高中學生轉至省嘉中、省嘉女。改制為嘉義縣立嘉義國民中學。
- 1982年7月1日，配合嘉義市升格為省轄市，改隸為嘉義市立嘉義國民中學。

## 校徽
- 「嘉義」二字因改制為「嘉義國中」，取以嘉義地名為榮，並居中。
- 其三角代表三年制；「 」表示國民教育六年義務教育轉承九年國民義務教育；
- 「嘉義」二字上方綠色幼苗，表示嘉義國中秉承歷史重責，培養嘉義地方國民幼苗；
- 「嘉義」底白色及兩翼(側)空白，表示在純白天真無邪的搖籃裏薰陶，是善是惡，或
- 是或非，由國民幼苗學習明辨是非，善、惡。
- 以五面葉片分別代表當時的國民教育理念：德、智、體、群、美五育均衡。[1]

## 歷任校長

### 日治時期[2]
- 嘉義女子技藝講習所

廢除嘉義尋常高等小學校女子補習科，1933年四月成立嘉義女子技藝講習所。
- 嘉義女子技藝學校

1934年四月升格，並由嘉義尋常高等小學校校長岸本正賢兼任校長。
- 嘉義家政女子學校

1937年二月更名。1939-1943年校長堀之內武義。1939年10月將學校由今民族國小的位置遷往今嘉義國中的位置。
- 商業實踐女子學校

1944年四月更名，由松元輝興擔任校長。

### 戰後時期
| 任別           | 任期                           | 姓名   | 備註 |
| -------------- | ------------------------------ | ------ | ---- |
| 1              | 1945年11月1日 － 1947年2月31日 | 陳慶元 |      |
| 2              | 1947年3月1日 － 1947年7月31日  | 張仰高 |      |
| 3              | 1947年8月1日 － 1948年1月31日  | 陳牛港 |      |
| 4（代理校長）  | 1948年2月1日 － 1948年8月31日  | 沈石馬 |      |
| 5              | 1948年9月1日 － 1949年1月31日  | 熊茂生 |      |
| 6              | 1949年2月1日 － 1949年7月31日  | 王儀   |      |
| 7              | 1949年8月1日 － 1950年4月30日  | 謝鴻軒 |      |
| 8              | 1950年9月1日 － 1951年8月31日  | 楊孝年 |      |
| 9              | 1951年9月1日 － 1953年1月31日  | 張英哲 |      |
| 代理           | 1953年2月1日 － 1953年3月31日  | 沈石馬 |      |
| 10             | 1953年4月1日 － 1968年8月31日  | 陳家洋 |      |
| 11             | 1968年9月1日 － 1974年12月31日 | 陳景嵩 |      |
| 代理           | 1975年1月1日 － 1975年2月31日  | 鄭義松 |      |
| 12             | 1975年3月1日 － 1980年8月31日  | 周金滿 |      |
| 13             | 1980年8月1日 － 1986年1月31日  | 陳貞銘 |      |
| 14             | 1986年2月1日 － 1989年2月31日  | 林允生 |      |
| 15             | 1947年8月1日 － 1990年7月31日  | 沈高全 |      |
| 16             | 1990年8月1日 － 1997年2月29日  | 蔡國榮 |      |
| 17             | 1997年2月29日 － 2004年7月31日 | 黃春雄 |      |
| 18             | 2004年8月1日 － 2010年7月31日  | 黃顯智 |      |
| 19（代理校長） | 2010年8月1日 － 2011年7月31日  | 陳巧梅 |      |
| 20             | 2011年8月1日 － 2019年7月31日  | 范貴玉 |      |
| 21             | 2019年8月1日 － 2023年7月31日  | 陳仁輝 |      |
| 22             | 2023年8月1日 － 現任           | 莊裕庭 |      |

## 外部連結
- 嘉義市立嘉義國民中學（页面存档备份，存于）（繁體中文）